# Ravioli
Ravioli (Italiaans: ravioli, ook enkelvoud raviolo als naam van het gerecht) zijn gevulde pastakussentjes. Van de pasta worden bladen gemaakt, die in een vorm worden gesneden en gevuld met vlees, kaas, vis, gevogelte of groenten. De bovenste laag pasta wordt meestal met een vork op de onderste laag aangedrukt.
Ravioli lijken een beetje op tortellini, maar die hebben een iets andere vorm.
De naam ravioli komt waarschijnlijk van het Genuese rabioli, wat restant betekent. De pasta werd oorspronkelijk gevuld met overblijfselen van andere maaltijden.
In de supermarkt kan ravioli vers, ingevroren, gedroogd of in blik worden gekocht.